# Jakob Bonds
Erik Johan Jakob Bonds, född 18 augusti 1954, är en svensk grafisk formgivare och spelkonstruktör.

## Biografi
Jakob Bonds är son till Gunvor och Håkan Bonds. Han arbetar sedan augusti 1994 som lärare i grafisk kommunikation på Rudbecks gymnasium i Sollentuna, Stockholms län. 
Bonds är mest känd som uppfinnare till sällskapsspelet Drakborgen, som lanserades av Alga 1985. En första version av spelet hade presenterats för Alga ett par år tidigare och färdigställdes därefter i samarbete med Algas dåvarande produktutvecklingschef Dan Glimne. Drakborgen blev en försäljningssuccé och gavs ut på flera språk, bland annat på engelska av Games Workshop under namnet Dungeonquest. Bonds har också, i samarbete med sin bror Gustav Bonds, konstruerat uppföljaren Drakborgen Legenden, utgiven 2002 av Alga.

### Familj
Jakob Bonds är gift med Desiré Bonds och är bosatt i Stockholm. Han är bror till spelutvecklaren och mjukvaruutvecklaren Gustav Bonds.